# Władimir Gundarcew
Władimir Iljicz Gundarcew (ros. Владимир Ильич Гундарцев, ur. 13 grudnia 1944 w Satce, zm. 25 listopada 2014 w Moskwie) – radziecki biathlonista, dwukrotny medalista igrzysk olimpijskich i mistrzostw świata.

## Kariera
Pierwszy sukces w karierze osiągnął w 1966 roku, kiedy na mistrzostwach świata w Garmisch-Partenkirchen zdobył brązowy medal w biegu indywidualnym. W zawodach tych wyprzedzili go jedynie Jon Istad z Norwegii i Polak Józef Gąsienica-Sobczak. Na tej samej imprezie wraz z kolegami z reprezentacji zajął czwarte miejsce w sztafecie. Nie wziął udziału w mistrzostwach świata w Altenbergu rok później, wystartował za to na igrzyskach olimpijskich w Grenoble w 1968 roku. W biegu indywidualnym wywalczył tam brązowy medal, przegrywając tylko z Norwegiem Magnarem Solbergiem i swym rodakiem Aleksandrem Tichonowem. Ponadto wspólnie z Tichonowem, Nikołajem Puzanowem i Wiktorem Mamatowem zdobył złoty medal w sztafecie. Swój ostatni sukces osiągnął w 1969 roku, razem z Tichonowem, Mamatowem i Rinatem Safinem zdobywając złoty medal w sztafecie podczas mistrzostw świata w Zakopanem.
Na arenie krajowej Gundracew nigdy nie zdobył indywidualnego tytułu, dwukrotnie za to zwyciężał w sztafecie w latach 1966 i 1967. Po zakończeniu czynnej kariery pracował jako trener w klubie Dinamo Moskwa w latach 1974-1989. Ponadto w latach 1989–1991 był głównym trenerem reprezentacji ZSRR, a w latach 1991–1995 reprezentacji Rosji. Jego podopiecznymi byli między innymi Jewgienij Ried´kin oraz Jurij Kaszkarow.
W 1969 roku został odznaczony Medalem „Za pracowniczą wybitność”, a w 1992 roku tytułem Zasłużonego Trenera Rosji.

## Osiągnięcia

### Igrzyska olimpijskie
| Rok  | Miejscowość | Konkurencje | Konkurencje | Konkurencje | Konkurencje | Konkurencje | Konkurencje | Konkurencje |
| Rok  | Miejscowość | IN          | SP          | PU          | MS          | RL          | MR          | SR          |
| ---- | ----------- | ----------- | ----------- | ----------- | ----------- | ----------- | ----------- | ----------- |
| 1968 | Grenoble    | 3.          | nd.         | nd.         | nd.         | 1.          | nd.         | –           |

### Mistrzostwa świata
| Rok  | Miejscowość            | Konkurencje | Konkurencje | Konkurencje | Konkurencje | Konkurencje | Konkurencje | Konkurencje |
| Rok  | Miejscowość            | IN          | SP          | PU          | MS          | RL          | MR          | SR          |
| ---- | ---------------------- | ----------- | ----------- | ----------- | ----------- | ----------- | ----------- | ----------- |
| 1966 | Garmisch-Partenkirchen | 3.          | nd.         | nd.         | nd.         | 4.          | nd.         | –           |
| 1969 | Zakopane               | –           | nd.         | nd.         | nd.         | 1.          | nd.         | –           |